# Готэмская церковь
Готэмская церковь (швед. Gothems kyrka) — это церковь, находящаяся на острове Готланд и относящаяся к приходу Готемс в епархии Висбю. Она является одной из самых величественных церквей на Готланде.

## Здание церкви
В своем нынешнем виде она состоит из нефа с хором и апсидой на востоке и шпилем на западе. К северу от алтаря находится ризница. Между нефом и алтарём находится широкая остроконечная триумфальная арка.

## История
Самые старые части, алтарь с апсидой и ризница, датируются концом XII — началом XIII века (до этого здесь была деревянная церковь, от которой сегодня ничего не осталось). Строительство башни было начато в конце XIII века и завершено в середине XIV века; ранее башня была примерно на пять метров выше, но в середине XIX века была разрушена в результате удара молнии, после чего имела несколько иной вид.

## Ставни и замки
В высокой кладбищенской стене есть три люка, сохранившиеся со времён Средневековья. Рядом с восточными воротами находятся руины средневековой оборонительной башни, так называемого замка 12-го века. Он имеет квадратную форму, 9 метров в длину и 13 метров в высоту. Нередко замки соседствуют с готландскими церквями, возможно, лучше всего сохранились церкви Гаммельгарн и Лярбро .

## Галерея

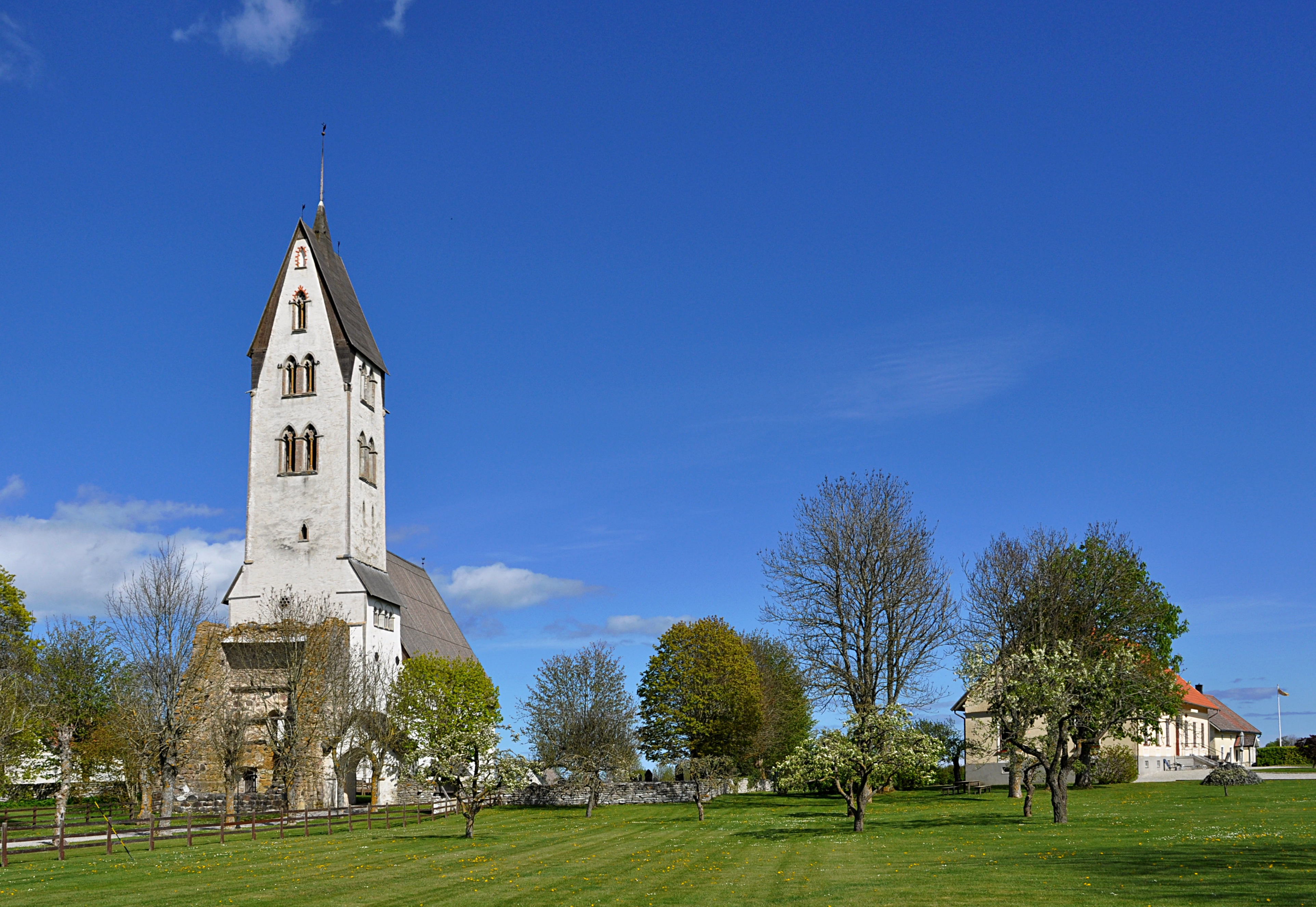
Готэмская церковь снаружи
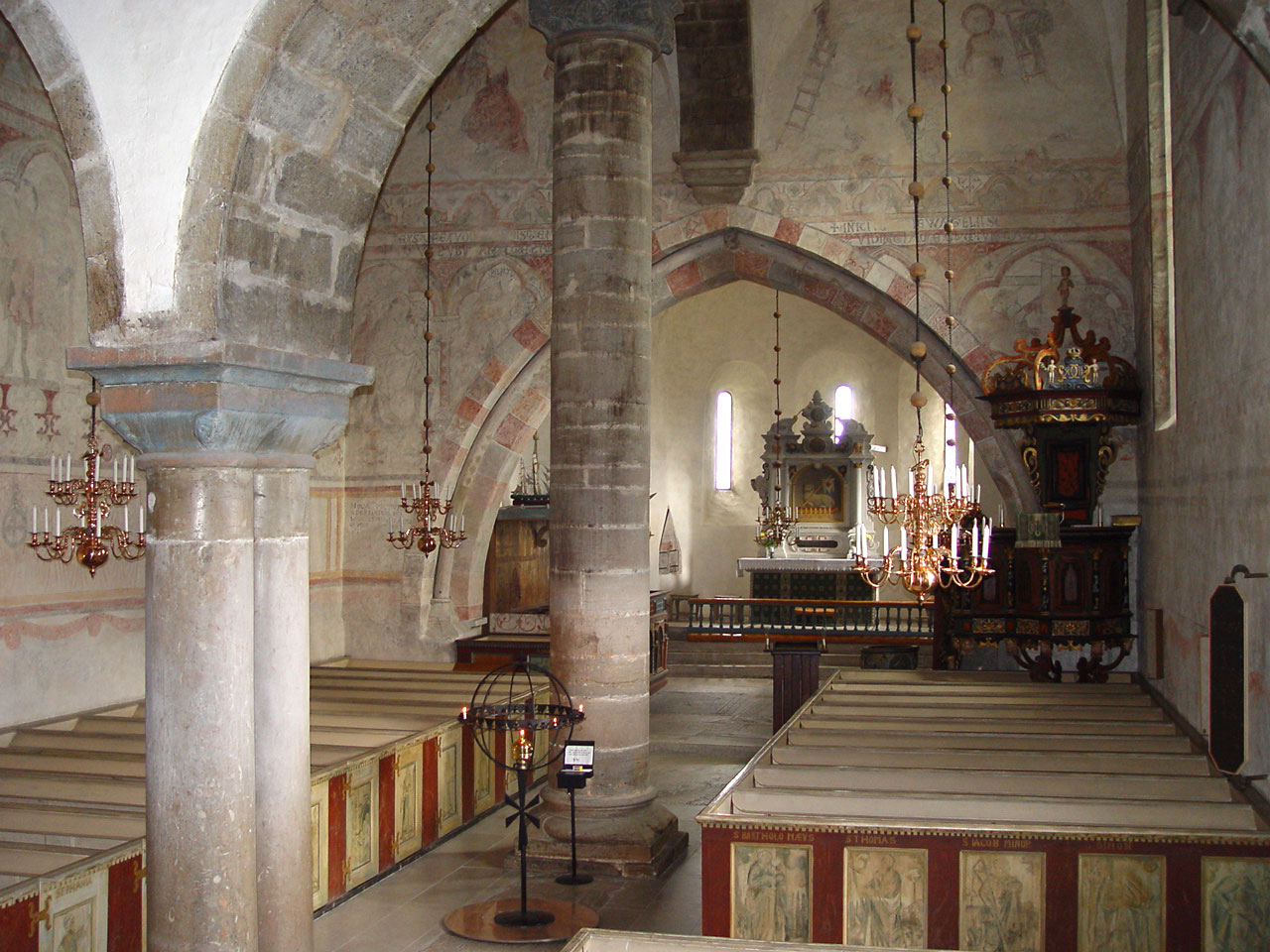
Готэмская церковь внутри